# Cuyo (Palauã)
Cuyo é um município de quarta classe de renda municipal (d) na província de Palauã, nas Filipinas. De acordo com o censo de 1 de maio  de  2020 possui uma população de 23 489 pessoas e 5 482 domicílios.

## Bairros
Cuyo está subdivido politicamente em 17 bairros:
- Balading
- Bangcal (Pov.)
- Cabigsing (Pov.)
- Caburian
- Caponayan
- Catadman (Pov.)
- Funda
- Lagaoriao (Pov.)
- Lubid
- Manamoc
- Maringian
- Lungsod (Pov.)
- Pawa
- San Carlos
- Suba
- Tenga-tenga (Pov.)
- Tocadan (Pov.)